# Berga (Saxònia-Anhalt)
Berga és un municipi del districte de Mansfeld-Südharz, Saxònia-Anhalt, Alemanya. Té 1898 habitants (2006)
La municipalitat consta de tres poblacions:
- Berga
- Bösenrode
- Rosperwenda

## Galeria

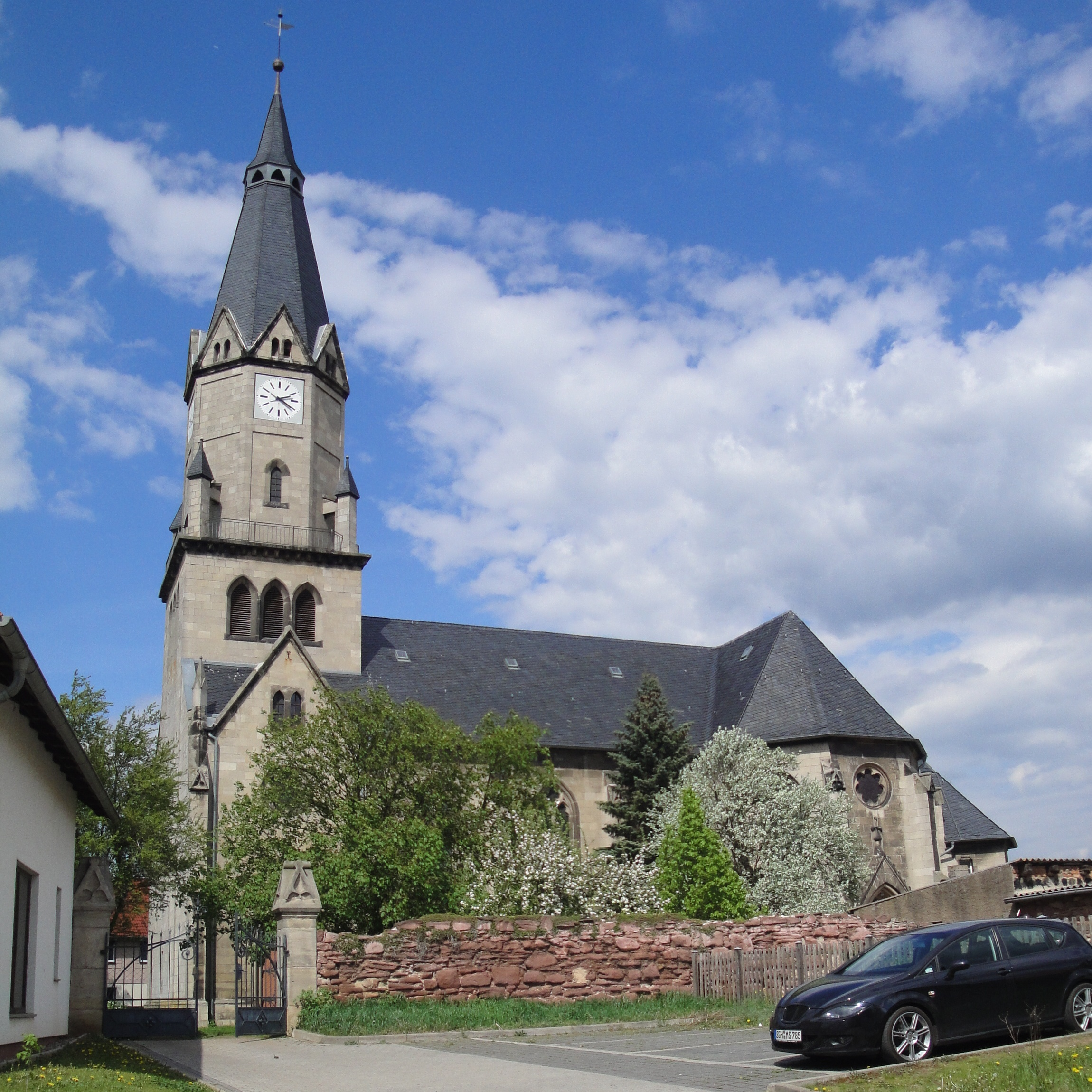
Berga, Església luterana de Petri-Pauli
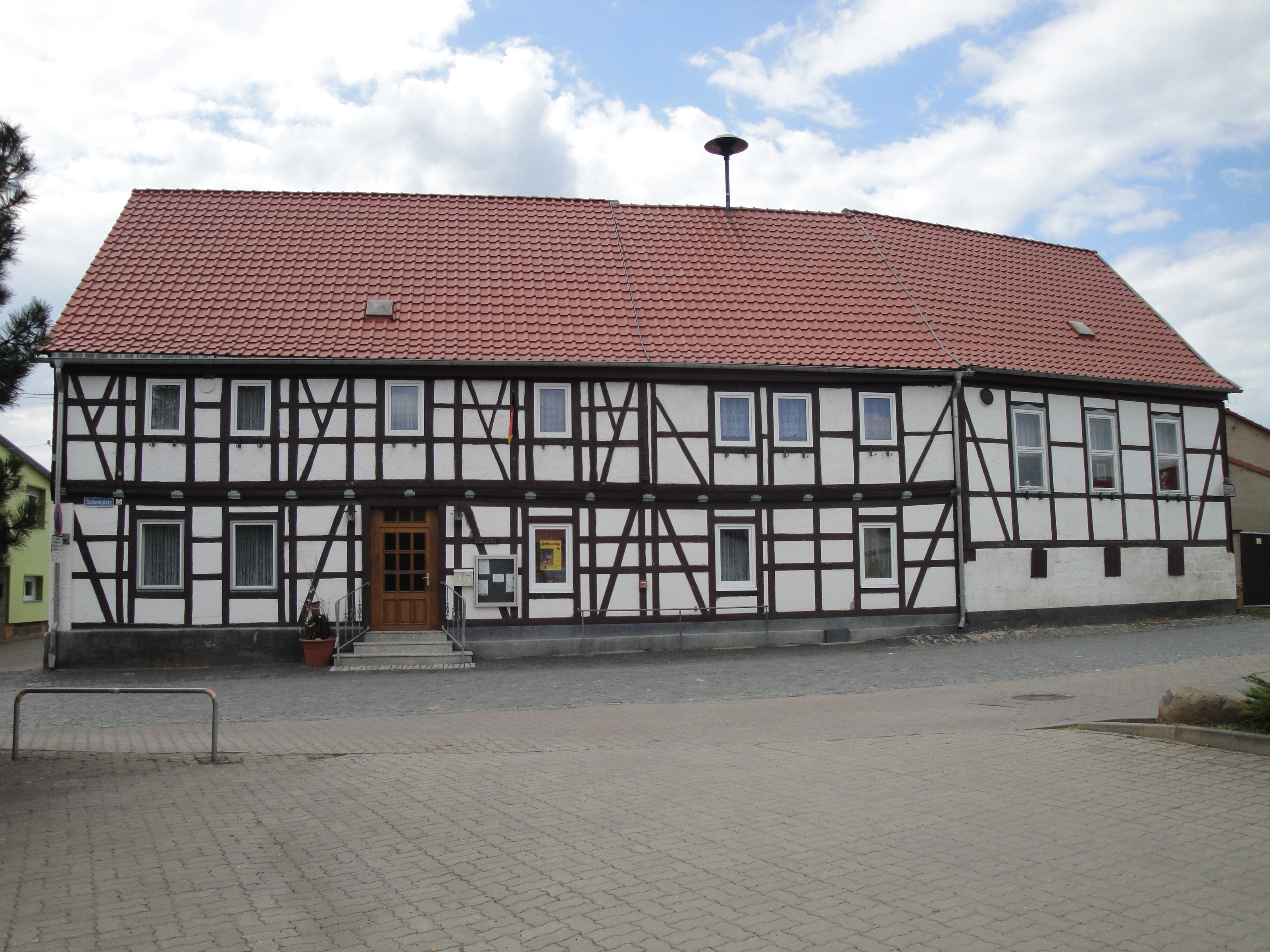
Gemeindeverwaltung a Berga
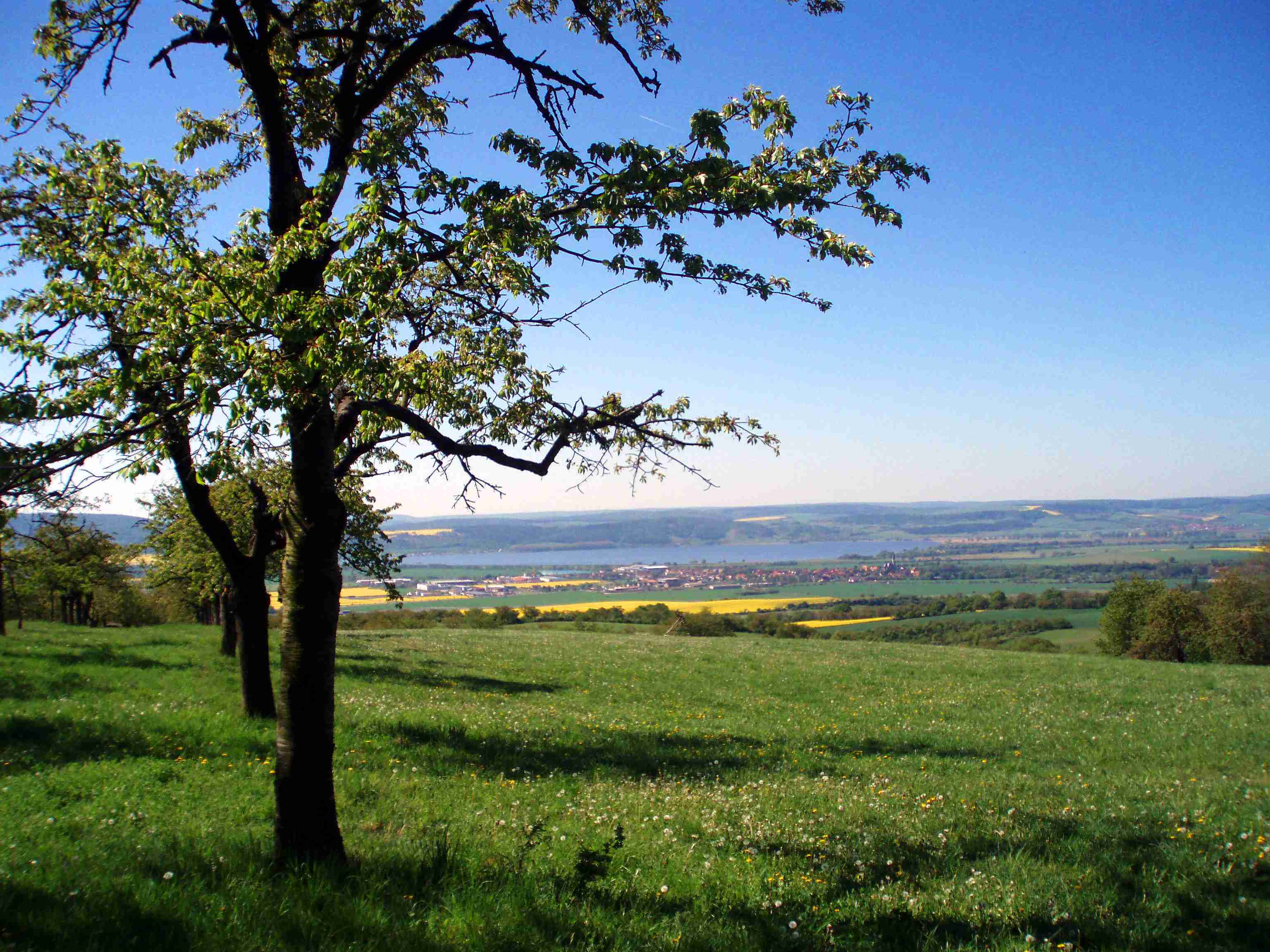
Vista de la muntanya i la presa de Kelbra